# Yvonne Daldossi
Yvonne Daldossi (Meran, 26 januari 1992) is een voormalig Italiaanse schaatsster die is gespecialiseerd op de korte afstanden. Ze maakte haar debuut in een officiële wedstrijd tijdens de openingswedstrijd in Berlijn. In 2014 werd ze uitgekozen om mee te gaan naar de Olympische Winterspelen 2014, daar nam ze deel aan de 500 meter vrouwen waar ze als 30ste eindigde.

## Persoonlijke records
| Afstand    | Tijd    | Datum            | Baan           |
| ---------- | ------- | ---------------- | -------------- |
| 500 meter  | 38,27   | 25 februari 2017 | Calgary        |
| 1000 meter | 1.16,92 | 10 december 2017 | Salt Lake City |
| 1500 meter | 2.02,74 | 18 maart 2012    | Calgary        |
| 3000 meter | 4.56,79 | 27 januari 2008  | Collalbo       |

## Resultaten
| Jaar | WK Sprint                | WK Afstanden  | Olympische Spelen  | WK Junioren                               |
| ---- | ------------------------ | ------------- | ------------------ | ----------------------------------------- |
| 2009 |                          |               |                    | 19e · (, 28e, 20e, -) · 12e achtervolging |
| 2010 |                          |               |                    | 13e 500m 34e 1000m 29e 1500m              |
| 2011 | NC27 (26e, 27e, 26e, -)  |               |                    | 13e 500m 37e 1000m 7e achtervolging       |
| 2012 |                          |               |                    |                                           |
| 2013 | NC27 (26e, 28e, 27e, -)  |               |                    |                                           |
| 2014 | 23e (23e, 23e, 22e, 22e) |               | 30e 500m           |                                           |
| 2015 | 21e (20e, 22e, 17e, 23e) | 18e 500m      |                    |                                           |
| 2016 | 24e (25e, 29e, 20e, 24e) | 22e 500m      |                    |                                           |
| 2017 | 25e (15e, 26e, 21e, 26e) |               |                    |                                           |
| 2018 |                          |               | 26e 500m 30e 1000m |                                           |
| 2019 |                          | 4e teamsprint |                    |                                           |